# Walthère Jamar
Pour les articles homonymes, voir Jamar.
Walthère Jamar, né à Ans-et-Glain le 21 octobre 1804 et mort à Anvers le 16 janvier 1858, est un homme politique belge.

## Fonctions et mandats
- Conseiller provincial de Liège : 1848-1851
- Membre du Sénat belge : 1851-1858

## Sources
- Jean-Luc DE PAEPE & Christiane RAINDORF-GERARD, Le Parlement belge, 1831-1894, Brussel, 1966.

- Notice dans un dictionnaire ou une encyclopédie généraliste :   - Biographie nationale de Belgique